# ديفيد سواريس
ديفيد سواريس (بالإنجليزية: David Soares)‏ هو محامي أمريكي، ولد في 26 أكتوبر 1969 في برافا ‏ في الرأس الأخضر.

## وصلات خارجية
- الموقع الرسمي